# Tanques
Tanques (tɑ̃kⓘ) es una población y comuna francesa, situada en la región de Baja Normandía, departamento de Orne, en el distrito de Argentan y cantón de Écouché.

## Demografía
| 158 | 125 | 135 | 163 | 173 | 171 |
| Para los censos de 1962 a 1999 la población legal corresponde a la población sin duplicidades (Fuente: INSEE [Consultar]) |     |     |     |     |     |